# Wilhelm Loewe

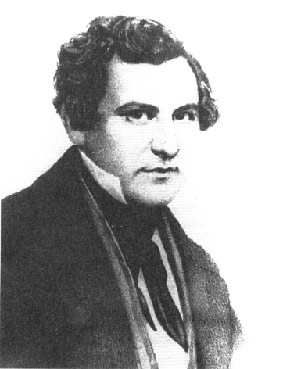
Wilhelm Loewe

Friedrich Wilhelm Loewe (-Kalbe), född 14 november 1814 i Olvenstedt nära Magdeburg, död 2 november 1886 i Meran, var en tysk politiker.
Loewe var praktiserande läkare i Calbe (Saale), då han 1848 valdes till ledamot av Frankfurtparlamentet. Han anslöt sig där till den demokratiska vänstern samt valdes till vicepresident och blev senare, i Rumpparlamentet i Stuttgart, församlingens president. För detta deltagande i de politiska rörelserna dömdes han till livstids tukthus, men hade då redan begivit utrikes. 
Efter att som läkare ha vistats dels i Schweiz, dels i Paris, London och New York, återvände han till Tyskland efter amnestin 1861, invaldes 1863 i preussiska deputeradekammaren, vars vicepresident han var 1871-75. Han invaldes 1867 i Nordtyska förbundets riksdag och 1871 i tyska riksdagen. Där anslöt han sig först till Deutsche Fortschrittspartei, men bildade 1874 en egen, nationalliberalerna närstående grupp, vilken stödde Otto von Bismarcks tullpolitik. Till följd av detta angreps Loewe häftigt av sina forna partivänner, och de lyckades 1881, med de ultramontanas hjälp, förhindra hans återval, varefter han drog sig tillbaka från politiken.